# Tour de France Femmes 2023
Die Tour de France Femmes 2023 war die zweite Austragung dieses Etappenrennens für Frauen. Sie fand vom 23. bis 30. Juli statt und war Teil der UCI Women’s WorldTour 2023. 
Gesamtsiegerin wurde Demi Vollering (Team SD Worx) mit 3:03 Minuten vor ihrer Teamkollegin Lotte Kopecky. Mit der gleichen Zeit Dritte wurde wie im Vorjahr Katarzyna Niewiadoma (Canyon//SRAM Racing). Vorjahressiegerin Annemiek van Vleuten (Movistar Team) wurde in ihrer letzten Saison mit 3:59 Minuten Rückstand Vierte.
Kopecky gewann auch die Punktewertung und Niewiadoma die Bergwertung. Siegerin der Nachwuchswertung wurde Cédrine Kerbaol (Ceratizit-WNT Pro Cycling Team). Die Teamwertung gewann SD Worx.

## Teilnehmende Teams
Bei der Rundfahrt nahmen 22 Teams teil. Jedes Team bestand aus sieben Fahrerinnen, eine mehr als bei der vorherigen Ausgabe. Zu den 15 World-Tour-Teams gesellten sich sieben UCI Women’s Continental Teams. Die zwei besten UCI Women’s Continental Teams 2022 (Ceratizit-WNT Pro Cycling Team und Lifeplus Wahoo) erhielten automatisch eine Einladung, während die anderen fünf Teams vom Veranstalter Amaury Sport Organisation (ASO) ausgewählt wurden.
Als größte Favoritinnen auf den Gesamtsieg galten Annemiek van Vleuten und Demi Vollering, die beiden Erstplatzierten der Tour de France Femmes 2022 sowie der La Vuelta Femenina 2023 zweieinhalb Monate zuvor.
| UCI Women's WorldTeams (15)- Canyon-SRAM Racing - EF Education-TIBCO-SVB - FDJ-Suez - Fenix-Deceuninck - Human Powered Health - Israel-Premier Tech Roland - Liv Racing TeqFind - Movistar Team - Team DSM-Firmenich - Team Jayco AlUla - Team Jumbo-Visma - SD Worx - Lidl-Trek - UAE Team ADQ - Uno-X Pro Cycling Team UCI Women's Continental Teams (7)- AG Insurance-Soudal Quick-Step Team - Arkéa Women - Ceratizit-WNT Pro Cycling - Cofidis - Lifeplus Wahoo - St Michel-Mavic-Auber93 - Coop-Hitec Products |
| |

## Streckenführung
Wie im Vorjahr begann die Tour de France Femmes am Schlusstag des Männer-Rennens, diesmal jedoch mit einem räumlich getrennten Start in Clermont-Ferrand. Die ersten fünf Etappen durchquerten verschiedene Abschnitte des französischen Zentralmassivs. Einer flachen Übergangsetappe zu den Vororten von Toulouse folgte die „Königsetappe“ über den Col du Tourmalet in den Pyrenäen. Nach einer Woche endete die Rundfahrt mit einem kurzen Zeitfahren in Pau.
| Etappe    | Datum    | Etappenorte                            | type              | Länge (km) | Höhenmeter (m) | Etappensiegerin      | Gesamtführende |
| --------- | -------- | -------------------------------------- | ----------------- | ---------- | -------------- | -------------------- | -------------- |
| 1. Etappe | 23. Jul. | Clermont-Ferrand – Clermont-Ferrand    | Flachetappe       | 123,8      | 1.051 m        | Lotte Kopecky        | Lotte Kopecky  |
| 2. Etappe | 24. Jul. | Clermont-Ferrand – Mauriac             | Hügelige Etappe   | 151,7      | 2.449 m        | Liane Lippert        | Lotte Kopecky  |
| 3. Etappe | 25. Jul. | Collonges-la-Rouge – Montignac-Lascaux | Flachetappe       | 147,2      | 1.846 m        | Lorena Wiebes        | Lotte Kopecky  |
| 4. Etappe | 26. Jul. | Cahors – Rodez                         | Hügelige Etappe   | 177,1      | 2.477 m        | Yara Kastelijn       | Lotte Kopecky  |
| 5. Etappe | 27. Jul. | Onet-le-Château – Albi                 | Flachetappe       | 126,1      | 1.732 m        | Ricarda Bauernfeind  | Lotte Kopecky  |
| 6. Etappe | 28. Jul. | Albi – Blagnac                         | Flachetappe       | 122,1      | 1.192 m        | Emma Norsgaard Bjerg | Lotte Kopecky  |
| 7. Etappe | 29. Jul. | Lannemezan – Col du Tourmalet          | Hochgebirgsetappe | 89,8       | 2.611 m        | Demi Vollering       | Demi Vollering |
| 8. Etappe | 30. Jul. | Pau – Pau                              | Einzelzeitfahren  | 22,6       | 197 m          | Marlen Reusser       | Demi Vollering |

## Reglement
Das Rennen wurde nach den allgemeinen Regeln des Radsport-Weltverbands UCI ausgetragen, weitere Einzelheiten legte das Reglement des Veranstalters fest.

### Wertungen
Die Gesamtwertung ermittelte sich aus der Addition der gefahrenen Zeiten. Die drei Ersten jeder Etappe (außer Zeitfahren) erhalten 10, 6 bzw. 4 Bonussekunden. Auf den Etappen 2, 4 und 5 gab es unterwegs einen Bonussprint mit 6, 4 bzw. 2 Sekunden Zeitgutschrift. Die Nachwuchswertung bestand aus den Fahrerinnen der Kategorie U23, also der Jahrgänge ab 2001. Dies war restriktiver als bei den Männern, wo die Nachwuchswertung die Jahrgänge ab 1998 umfasste. Die Mannschaftswertung berechnete sich aus den Zeiten der drei besten Fahrerinnen eines Teams auf jeder Etappe.
Die Punktewertung und die Karenzzeiten richteten sich nach der Klassifizierung der Etappen:
- leicht: Etappen 1, 3, 5 und 6;
- hügelig: Etappen 2 und 4
- bergig: Etappe 7

In leichten Etappen erhielt die Siegerin 50 Punkte, in hügligen 30, in der Bergetappe und im Zeitfahren 20; die nachfolgenden Fahrerinnen erhielten gestaffelt weniger Punkte. Zusätzlich gab es auf den ersten sieben Etappen je einen Zwischensprint, bei dem bis zu 25 Punkte zu vergeben waren. Die Karenzzeit betrug auf leichten Etappen 12 %, bei hügligen 15 %, auf der Bergetappe 20 % und im Zeitfahren 25 %.
Die Bergwertung benutzte dieselben Kategorien wie die Bergwertung der Tour de France, aber mit anderer Punkteskala:
- „hors catégorie“ (nur Col du Tourmalet): 15, 12, 10, 8, 6, 4, 2, 1 für die ersten acht Fahrerinnen;
- 1. Kategorie (nur Col d’Aspin): 10, 8, 6, 4, 2, 1 für die ersten sechs Fahrerinnen;
- 2. Kategorie (2×): 5, 3, 2, 1 für die ersten vier Fahrerinnen;
- 3. Kategorie (7×): 3, 2, 1 für die ersten drei Fahrerinnen;
- 4. Kategorie (15×): 2, 1 für die ersten beiden Fahrerinnen.

Zudem wurde auf jeder Etappe (außer Zeitfahren) die kämpferischste Fahrerin von einer Jury ausgewählt sowie am Ende der Tour diejenige, die insgesamt den größten Kampfgeist gezeigt hatte.

### Trikots und Rückennummern
Die Trikots der Führenden entsprachen weitgehend denen der in der Tour de France üblichen: Die Führende des Gesamtklassements trug ein Gelbes Trikot, die der Punktewertung ein grünes, die der Bergwertung ein gepunktetes. Die Führende der Nachwuchswertung trug ein weiß-violettes Trikot. Die kämpferischste Fahrerin wurde mit einer roten Rückennummer ausgezeichnet, die Mitglieder der besten Mannschaft mit gelben Rückennummern und Helmen.

### Preisgelder
Für die Siegerin der Gesamtwertung waren 50.000 € ausgelobt, für die der Punkte-, Berg- und Nachwuchswertung jeweils 3.000 €, die beste Mannschaft erhielt 6.000 € und die insgesamt kämpferischste Fahrerin 2.000 €. Ein Etappensieg wurde mit 4.000 € belohnt. Zusätzlich gab es Prämien für die Gewinnerinnen jeder Bergwertung und die Trägerinnen der Trikots an jedem Tag.
Das Preisgeld war damit identisch zum Vorjahr und liegt im oberen Bereich des im Frauen-Radsport Üblichen. So erhielt die Siegerin des Giro Donne 2022 ebenfalls 50.000 € und die der Vuelta Femenina 2023 35.000 €. Das Preisgeld für den Sieger der Tour de France 2023 der Männer liegt beim Zehnfachen dieses Betrages.

## Wertungen im Tourverlauf
Die Tabelle zeigt die Führenden in der jeweiligen Wertung bzw. die Trägerinnen der Wertungstrikots oder farbigen Rückennummern am Ende der jeweiligen Etappe an. Eine detailliertere Übersicht über die Platzierungen nach einer Etappe bieten die einzelnen Etappenartikel, die in der ersten Spalte verlinkt sind.
| Etappe   | Gesamtwertung        | Punktewertung               | Bergwertung                | Nachwuchswertung      | Teamwertung  | Kämpferischste Fahrerin        |
| -------- | -------------------- | --------------------------- | -------------------------- | --------------------- | ------------ | ------------------------------ |
| 1.       | Lotte Kopecky (SDW)  | Lotte Kopecky (SDW) (a) (c) | Lotte Kopecky (SDW) (b)    | Cédrine Kerbaol (WNT) | Team SD Worx | Marta Lach (WNT)               |
| 2.       | Lotte Kopecky (SDW)  | Lotte Kopecky (SDW) (a) (c) | Yara Kastelijn (FED)       | Cédrine Kerbaol (WNT) | Team SD Worx | Anouska Koster (UXT)           |
| 3.       | Lotte Kopecky (SDW)  | Lotte Kopecky (SDW) (a) (c) | Julie Van de Velde (FED)   | Cédrine Kerbaol (WNT) | Team SD Worx | Julie Van de Velde (FED)       |
| 4.       | Lotte Kopecky (SDW)  | Lotte Kopecky (SDW) (a) (c) | Anouska Koster (UXT)       | Cédrine Kerbaol (WNT) | Team SD Worx | Yara Kastelijn (FED)           |
| 5.       | Lotte Kopecky (SDW)  | Lotte Kopecky (SDW) (a) (c) | Yara Kastelijn (FED)       | Cédrine Kerbaol (WNT) | Team SD Worx | Ricarda Bauernfeind (CSR)      |
| 6.       | Lotte Kopecky (SDW)  | Lotte Kopecky (SDW) (a) (c) | Yara Kastelijn (FED)       | Cédrine Kerbaol (WNT) | Team SD Worx | Agnieszka Skalniak-Sójka (CSR) |
| 7.       | Demi Vollering (SDW) | Lotte Kopecky (SDW) (a) (c) | Katarzyna Niewiadoma (CSR) | Cédrine Kerbaol (WNT) | Team SD Worx | Katarzyna Niewiadoma (CSR)     |
| 8.       | Demi Vollering (SDW) | Lotte Kopecky (SDW) (a) (c) | Katarzyna Niewiadoma (CSR) | Cédrine Kerbaol (WNT) | Team SD Worx | nicht vergeben                 |
| Siegerin | Demi Vollering (SDW) | Lotte Kopecky (SDW)         | Katarzyna Niewiadoma (CSR) | Cédrine Kerbaol (WNT) | Team SD Worx | Yara Kastelijn (FED)           |

## Etappen

### 1. Etappe
Die erste Etappe begann und endete in Clermont-Ferrand. Sie spielte sich großenteils in der Limagne-Ebene ab und war daher als flach eingestuft. Der Rückweg nach Clermont verlief dennoch hüglig am Fuße der Chaîne des Puys mit der Côte de Durtol als einziger Bergwertung 9 km vor dem Ziel.
In den ersten 20 km des Rennens gab es keinen Ausreißversuch, und auch danach blieb es bei sporadischen Versuchen einzelner Fahrerinnen. Im Anlauf auf die Côte de Durtol dünnte sich das Peloton aus. Lotte Kopecky attackierte über die Bergwertung hinweg, ihr folgte eine zehnköpfige Gruppe mit den meisten Kandidatinnen auf den Gesamtsieg, die jedoch nicht zusammenarbeiteten und zurückfielen. Kopecky gewann mit rund 40 Sekunden Vorsprung, in der zweiten Gruppe fochten die Sprinterinnen Lorena Wiebes, Charlotte Kool und Marianne Vos die weiteren Plätze aus.

### 2. Etappe
Die zweite Etappe war als hüglig eingestuft und führte von Clermont-Ferrand nach Südwesten. Sie begann mit einem 30 km langen, allmählichen Anstieg bis zum Col de Guéry. Die Dordogne wurde erstmals bei Mont-Dore und erneut bei Bort-les-Orgues erreicht. Auf den letzten fünf Kilometern waren vom Tal der Auze nach Mauriac hinauf 200 Höhenmeter zu überwinden.
Die zwei Ausreißerinnen des Tages, Georgia Williams und Hannah Ludwig, erhielten nie viel Raum und wurden 55 km vor dem Ziel eingeholt. Auf der folgenden Côte des Plaines, der einzigen Steigung der 2. Kategorie, halbierte sich das Feld. In der Folge bildete sich eine Spitzengruppe aus Yara Kastelijn, Eva van Agt und Anouska Koster. In der Schlussphase des Rennens ergoss sich ein heftiger Schauer über das Feld. Auf den nassen Straßen rutschten mehrere Fahrerinnen aus, unter anderem erlitt Van Agt in einer Abfahrt einen schweren Sturz und schied aus. Zu Beginn der letzten Steigung wurde die Spitzengruppe eingeholt, und eine 30-köpfige Gruppe bestritt das Finale. Im Bergauf-Sprint von Mauriac konnte Liane Lippert die Vortages-Siegerin Lotte Kopecky übersprinten und gewann mit einer Radlänge.

### 3. Etappe
Die dritte, als flach eingestufte Etappe begann im Touristenort Collonges-la-Rouge, beschrieb einen Bogen nach Norden und endete im Tal der Vézère in Montignac-Lascaux, das für seine prähistorische Höhle bekannt ist. Unterwegs gab es fünf kleinere Bergwertungen.
Im ersten Teil der Etappe war Kathrin Hammes die einzige Ausreißerin und wurde schon 90 km vor dem Ziel wieder eingeholt. An der Côte des Andrieux, 60 km vor dem Ziel, wagte Julie Van de Velde einen neuen Versuch und erhielt bis zu zwei Minuten Vorsprung. 10 km vor dem Ziel war das Peloton nur noch 20 Sekunden hinter ihr, dann aber stagnierte die Situation, insbesondere hielt sich SD Worx zurück, die mit Europameisterin Lorena Wiebes eigentlich die große Favoritin für den Sprint in ihren Reihen hatten. Erst 2 km vor dem Ziel machte das Peloton wieder Boden gut; Van de Velde gab alles, wurde aber in den letzten 200 Metern eingeholt, den Sprint gewann Wiebes vor Marianne Vos und Lotte Kopecky.

### 4. Etappe
Die vierte Etappe war wiederum als hüglig eingestuft. Sie begann in Cahors und führte zunächst 80 Kilometer am Lot entlang. Nach einer langen Übergangsphase auf dem Plateau zwischen Lot und Aveyron gab es auf den letzten 40 Kilometern mehrere Steigungen aus dem Tal des Aveyron heraus und wieder zurück, die Côtes von Colombiès, Moyrazès und Lavernhe. Die Zielankunft bestand aus einer kurzen, steilen Steigung in den Außenbezirken von Rodez, sie war dieselbe wie in der Tour de France 2015 und 2017.
Zum ersten Mal auf dieser Tour gab es eine größere Ausreißergruppe mit 14 Fahrerinnen, die 60 km vor dem Ziel einen Vorsprung von zehn Minuten hatten. Auf der Côte de Colombiès verschärfte das Peloton das Tempo, und der Abstand betrug an deren Ende noch vier Minuten. Am Fuße der Côte de Moyrazès setzte sich Yara Kastelijn vom Rest der Ausreißergruppe ab. Da Kastelijn das Gelbe Trikot von Lotte Kopecky gefährdete, setzte diese sich ihrerseits vom Peloton ab, konnte aber zunächst nicht viel ausrichten. Auf der Côte de Lavernhe schlossen die Favoritinnen des Gesamtklassements zu Kopecky auf, und Kastelijns Vorsprung schmolz nun deutlich. Sie gewann die Etappe dennoch mit einer Minute Vorsprung und erzielte damit den ersten Profi-Sieg ihrer Straßen-Karriere. In der Zielankunft überspurtete Demi Vollering aus der Favoritengruppe noch die verbliebenen Ausreißer und schien sich selbst für die Siegerin zu halten. Den dritten Platz belegte Anouska Koster aus der Ausreißergruppe vor Annemiek van Vleuten aus der Favoritengruppe.

### 5. Etappe

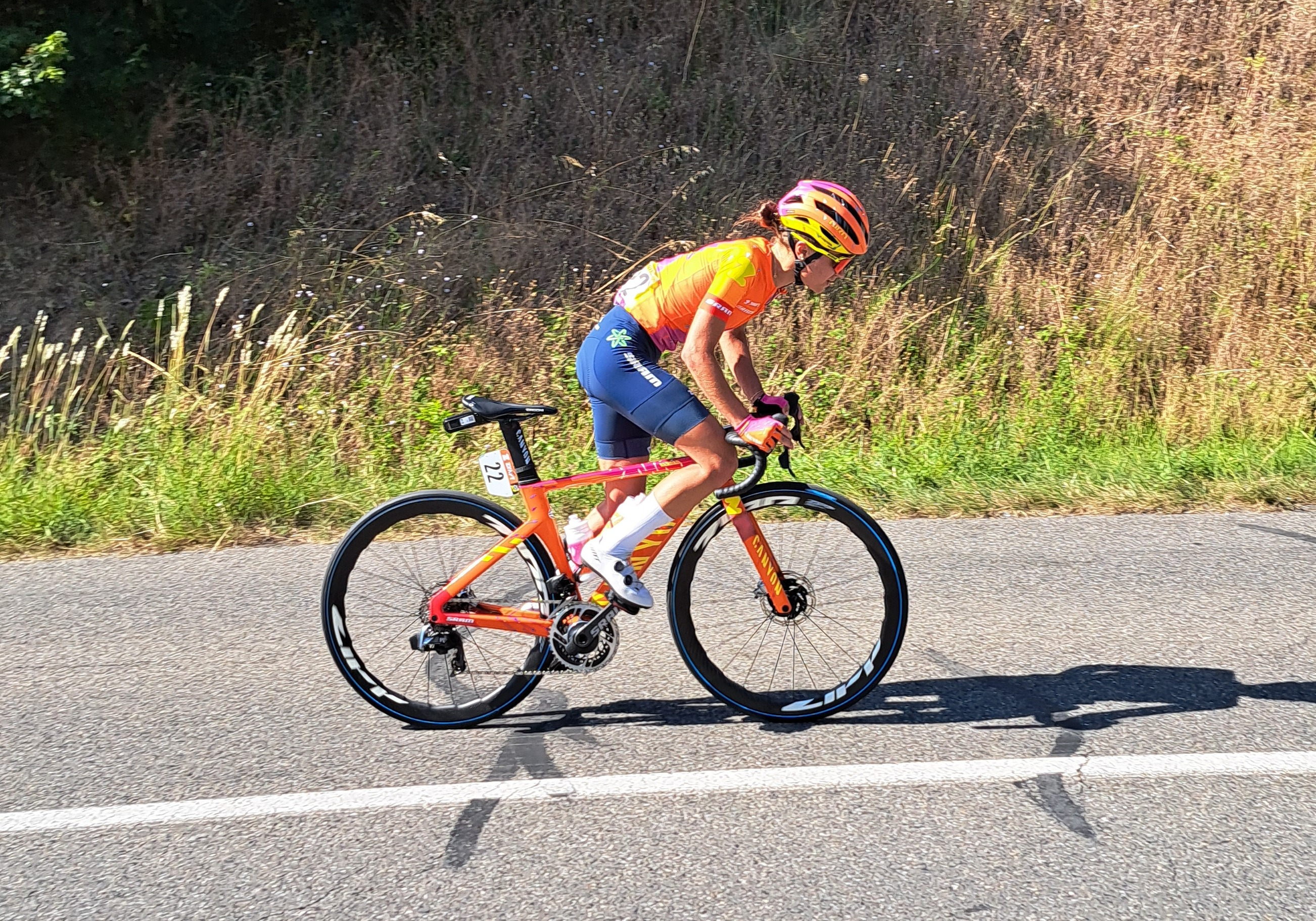
Ricarda Bauernfeind bei ihrem siegreichen Solo

Die fünfte Etappe begann in einem Vorort von Rodez und führte im Bogen nach Süden bis Albi. Die Etappe war als flach eingestuft und enthielt einige kleinere Bergwertungen, verlief aber letztlich recht wellig auf den Plateaus zwischen Aveyron und Tarn. Die Zielgerade befand sich am Rande der Altstadt von Albi.
Lorena Wiebes, aufgrund ihrer Sprintqualitäten die große Favoritin für diese und die nächste Etappe, konnte wegen Magenproblemen nicht mehr antreten. Bald nach Beginn der Etappe gab zudem mit Évita Muzic eine Top-10-Kandidatin des Gesamtklassements auf. 11 Fahrerinnen setzten sich vom Peloton ab, erhielten aber nicht mal eine Minute Vorsprung; zahlreiche Fahrerinnen konnten das hohe Anfangstempo nicht mitgehen. Demi Vollering handelte sich eine 20-Sekunden-Zeitstrafe ein, als sie nach einer Panne irregulär im Windschatten ihres Teamfahrzeugs nach vorne gebracht wurde. Der verantwortliche Fahrer und Sportdirektor Danny Stam wurde von der Tour ausgeschlossen, zumal er die Rennjury wegen der Zeitstrafe verbal angegriffen hatte.
Auf der Côte de Najac wurde die Spitzengruppe eingeholt, das Hauptfeld zählte noch knapp 40 Köpfe. 35 km vor dem Ziel setzte sich Ricarda Bauernfeind ab, zunächst mit Claire Steels, die sie bald hinter sich ließ. Als ihr Vorsprung anderthalb Minuten betrug, nahm Marlen Reusser das Heft in die Hand, um das Peloton zugunsten ihrer Teamkameradin Lotte Kopecky zurückzubringen. Auf der Abfahrt nach Albi betrug der Rückstand noch 35 Sekunden, das Peloton fiel auseinander, und Reusser fand sich alleine mit Liane Lippert in der Verfolgung. Bauernfeind gewann mit 20 Sekunden Vorsprung vor Reusser und Lippert, Kopecky blieb der Sprint der zweiten Gruppe.

### 6. Etappe

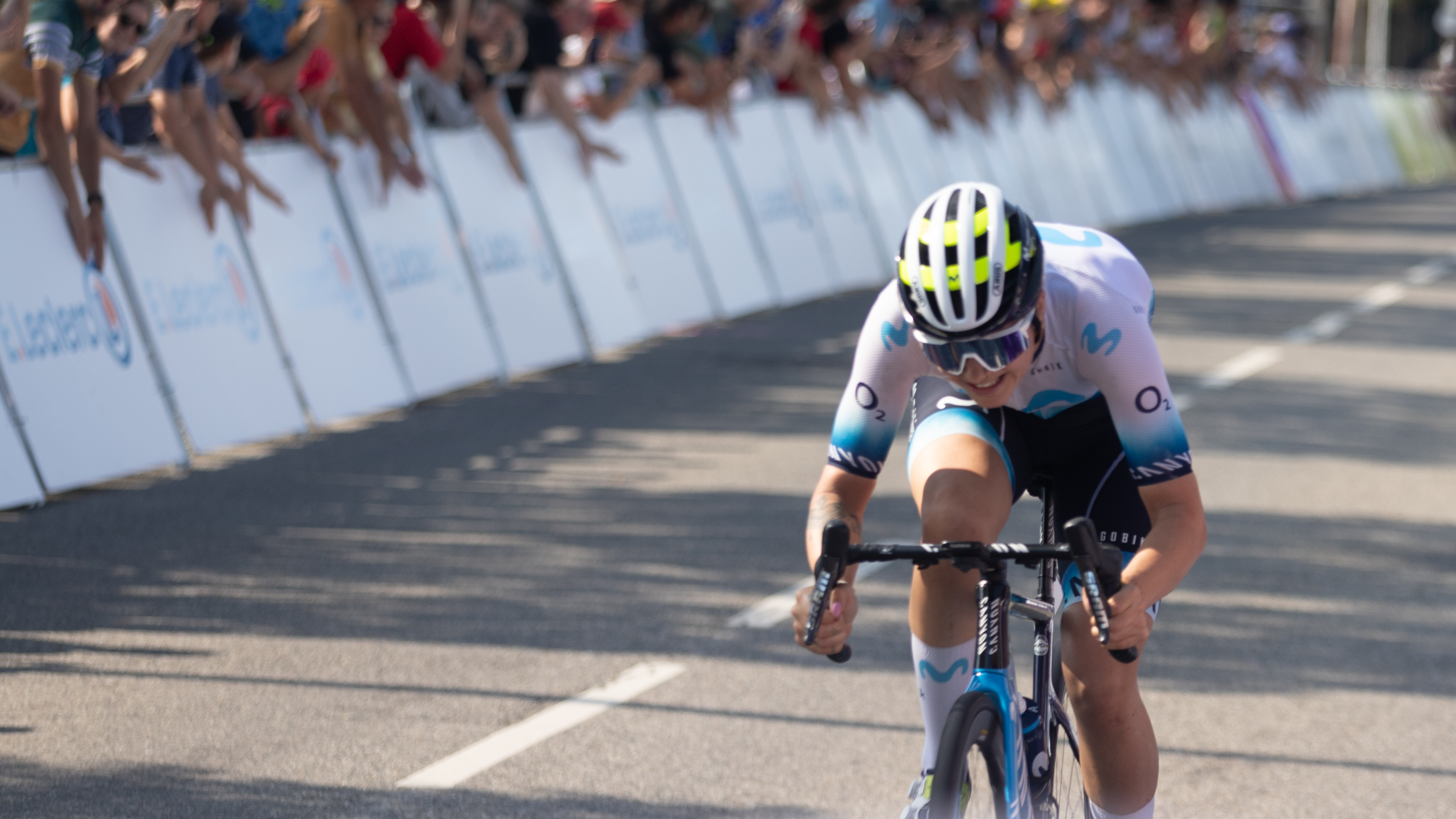
Emma Norsgaard kurz vor ihrem Etappensieg

Die sechste Etappe führte von Albi nach Blagnac, einem Vorort von Toulouse und Sitz von Airbus. Sie war wiederum als flach eingestuft, hatte aber zu Beginn ein hügliges Profil mit mehreren Bergwertungen. Im Finale ging es längere Zeit flach entlang der Garonne zum Ziel.
Die Ausreißergruppe aus Agnieszka Skalniak-Sójka, Emma Norsgaard und Sandra Alonso erhielt während der gesamten Etappe nie mehr als zwei Minuten Vorsprung. Dennoch tat sich das Hauptfeld in der Schlussphase schwer, den Vorsprung zu reduzieren. Alonso konnte auf den letzten Kilometern nicht mehr mitgehen. Unter der Flamme rouge hatten die beiden Führenden noch 10 Sekunden Vorsprung, als das Peloton durch einen Sturz in Unordnung geriet. Die verbliebenen Sprinterinnen konnten nur noch Skalniak-Sójka abfangen, aber den Sieg Norsgaards nicht mehr verhindern.

### 7. Etappe

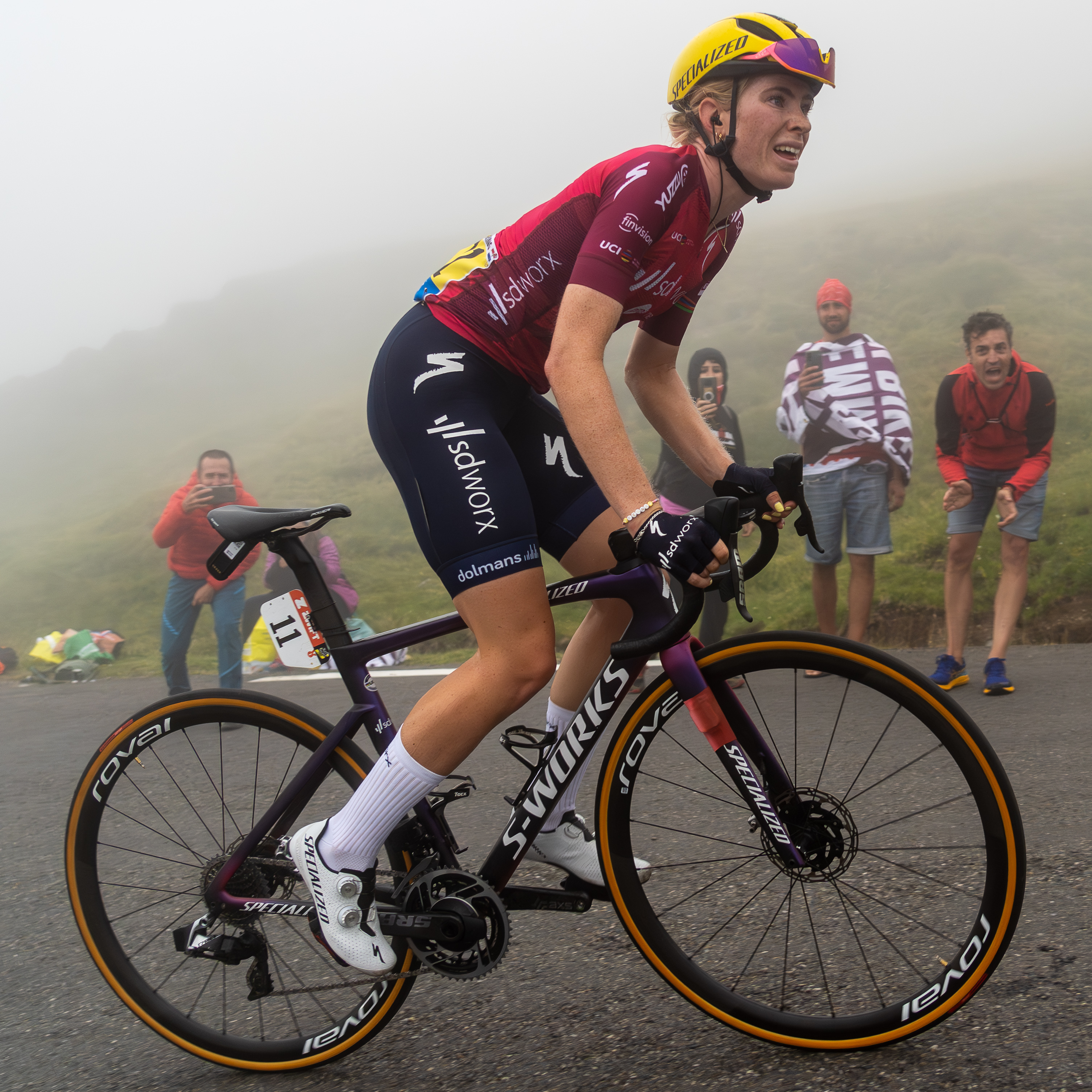
Demi Vollering auf dem Weg zum Sieg auf dem Col du Tourmalet

Die siebte Etappe war die Königsetappe der Tour, sie führte über den Col d’Aspin und endete auf dem Col du Tourmalet in den Pyrenäen. Beide Pässe wurden von Osten her angefahren. Dies war zugleich die erste Hochgebirgsetappe der Tour de France Femmes.
Mit Elisa Longo Borghini (Infektion) und Veronica Ewers (Sturz am Vortag) konnten zwei der Top 10 des Vorjahrs nicht mehr zur Etappe antreten. Das Peloton erreichte geschlossen Arreau am Fuße des Col d’Aspin. Nach Vorarbeit ihrer Mannschaftskameradinnen von Movistar ging Annemiek van Vleuten gegen Mitte des Anstiegs in die Offensive, und nur Demi Vollering und Katarzyna Niewiadoma gingen ihr Tempo mit. Vollering beteiligte sich nicht an der Mitarbeit, und Niewiadoma profitierte von der Uneinigkeit ihrer Konkurrentinnen, um in der Abfahrt eine Minute Abstand zu gewinnen.
Gegen Ende der Abfahrt schloss eine Verfolgergruppe zu Van Vleuten und Vollering auf. In dieser waren zwei SD-Worx-Kameradinnen von Vollering vertreten, Marlen Reusser und Lotte Kopecky im Gelben Trikot. Reusser machte im unteren Teil des Col du Tourmalet das Tempo und reduzierte den Abstand zu Niewiadoma auf nur zwei Sekunden, bevor sie abhakte. Die Uneinigkeit der Verfolgergruppe, in der neben Van Vleuten, Vollering und Kopecky nur noch Ashleigh Moolman-Pasio und Juliette Labous präsent waren, ließ Niewiadomas Vorsprung wieder auf das vorige Niveau anwachsen.
Kurz vor La Mongie setzte Vollering zur Attacke an und überholte bald Niewiadoma. Im dichten Nebel kämpften sich Vollering, Niewiadoma, Van Vleuten, Moolman-Pasio, Labous und Kopecky alle einzeln zur Passhöhe hinauf. Vollering gewann einen vorentscheidenden Vorsprung im Gesamtklassement, eine überraschend bergfeste Kopecky belegte den sechsten Platz.

### 8. Etappe

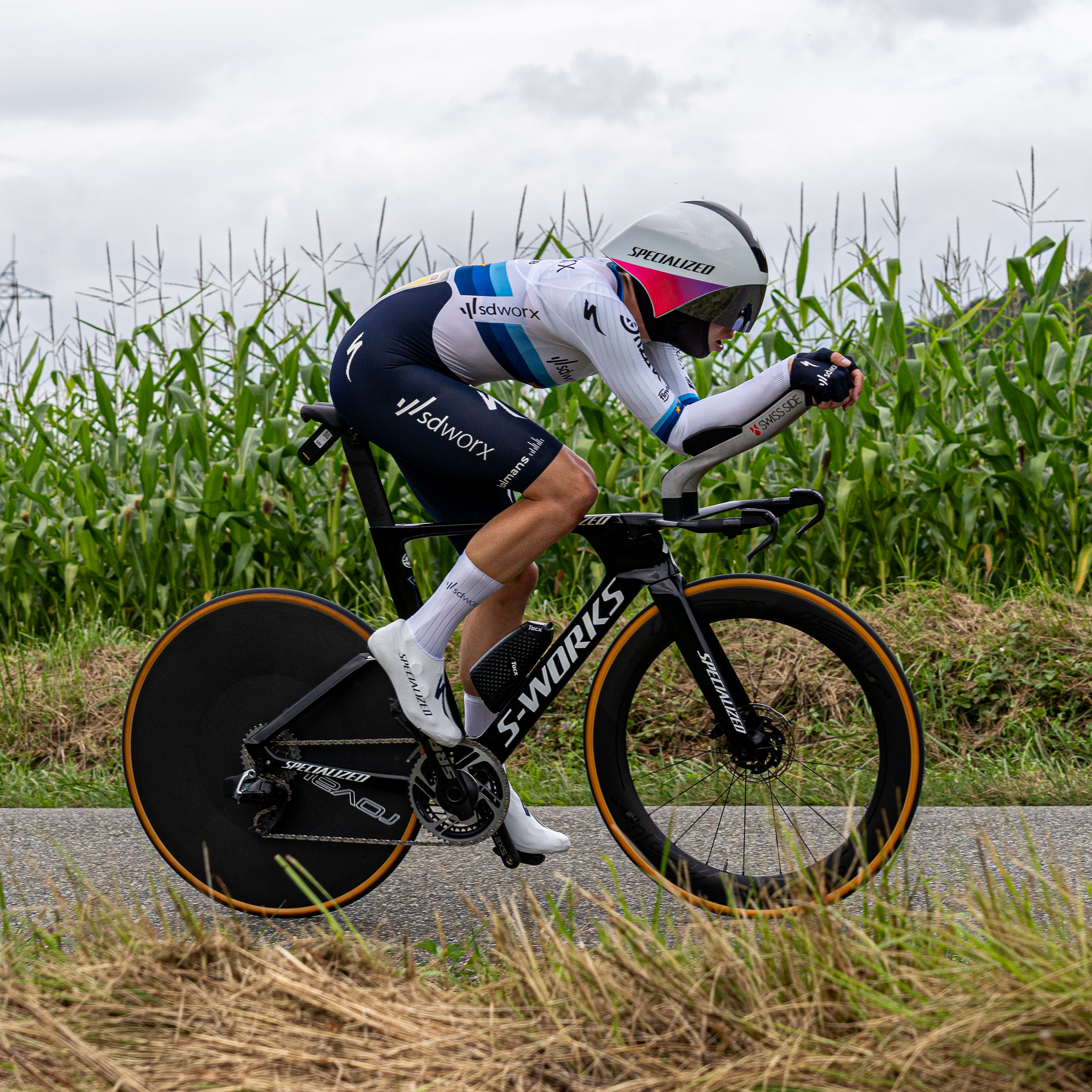
Marlen Reusser im abschließenden Zeitfahren

Das erste Zeitfahren der Tour de France Femmes bildete den Abschluss der Rundfahrt. Start und Ziel der 22 Kilometer langen Runde war der Place de Verdun in Pau. Unterwegs gab es von Gan nach Bosdarros eine Steigung von 100 Höhenmetern. Die Strecke war weitgehend identisch mit der Strecke des Einzelzeitfahrens der Tour de France 2019, die in jenem Jahr auch von La Course by Le Tour de France benutzt worden war; damals wurde allerdings im Uhrzeigersinn gefahren.
Das Zeitfahren geriet zum Triumphzug von Team SD Worx, die mit Marlen Reusser, Demi Vollering und Lotte Kopecky die drei ersten Plätze belegten. Kopecky gelang es zudem, Katarzyna Niewiadoma und Annemiek van Vleuten im Gesamtklassement zu überholen. Die Entscheidung über den zweiten Gesamtplatz fiel dabei über die Hundertstelsekunden im Zeitfahren. Der Kreis der Top 10 des Gesamtklassement blieb ungeachtet einiger Verschiebungen unverändert. Vollering erhielt den Siegerpokal aus den Händen der französischen Premierministerin Élisabeth Borne.
Die Gesamtzweite Lotte Kopecky gewann zudem die Punktewertung und die Gesamtdritte Katarzyna Niewiadoma die Bergwertung. Beste Nachwuchsfahrerin war Cédrine Kerbaol, die den 12. Platz im Gesamtklassement belegte. Die Mannschaftswertung ging an das Team SD Worx, als kämpferischste Fahrerin wurde Yara Kastelijn ausgezeichnet.

## Endergebnisse

### Gesamtwertung
| \| Gesamtwertung \| Gesamtwertung \| Gesamtwertung \| Gesamtwertung \| Gesamtwertung \| \| Fahrerin \| Fahrerin \| Land \| Team \| Zeit \| \| ------------- \| --------------------- \| ------------- \| ------------------------------ \| ---------------- \| \| 1. \| Demi Vollering \| Niederlande \| SD Worx \| 25 h 17 min 35 s \| \| 2. \| Lotte Kopecky \| Belgien \| SD Worx \| + 3 min 03 s \| \| 3. \| Katarzyna Niewiadoma \| Polen \| Canyon-SRAM Racing \| + 3 min 03 s \| \| 4. \| Annemiek van Vleuten \| Niederlande \| Movistar Team \| + 3 min 59 s \| \| 5. \| Juliette Labous \| Frankreich \| Team dsm-firmenich \| + 4 min 48 s \| \| 6. \| Ashleigh Moolman \| Südafrika \| AG Insurance-Soudal Quick-Step \| + 5 min 21 s \| \| 7. \| Cecilie Uttrup Ludwig \| Dänemark \| FDJ-Suez \| + 9 min 09 s \| \| 8. \| Ane Santesteban \| Spanien \| Team Jayco AlUla \| + 9 min 36 s \| \| 9. \| Ricarda Bauernfeind \| Deutschland \| Canyon-SRAM Racing \| + 9 min 56 s \| \| 10. \| Amanda Spratt \| Australien \| Lidl-Trek \| + 10 min 14 s \| |                       |             |                                |                  |
| |                       |             |                                |                  |
| Quelle: ProCyclingStats |                       |             |                                |                  |
| Gesamtwertung |                       |             |                                |                  |
| Fahrerin | Fahrerin              | Land        | Team                           | Zeit             |
| 1. | Demi Vollering        | Niederlande | SD Worx                        | 25 h 17 min 35 s |
| 2. | Lotte Kopecky         | Belgien     | SD Worx                        | + 3 min 03 s     |
| 3. | Katarzyna Niewiadoma  | Polen       | Canyon-SRAM Racing             | + 3 min 03 s     |
| 4. | Annemiek van Vleuten  | Niederlande | Movistar Team                  | + 3 min 59 s     |
| 5. | Juliette Labous       | Frankreich  | Team dsm-firmenich             | + 4 min 48 s     |
| 6. | Ashleigh Moolman      | Südafrika   | AG Insurance-Soudal Quick-Step | + 5 min 21 s     |
| 7. | Cecilie Uttrup Ludwig | Dänemark    | FDJ-Suez                       | + 9 min 09 s     |
| 8. | Ane Santesteban       | Spanien     | Team Jayco AlUla               | + 9 min 36 s     |
| 9. | Ricarda Bauernfeind   | Deutschland | Canyon-SRAM Racing             | + 9 min 56 s     |
| 10. | Amanda Spratt         | Australien  | Lidl-Trek                      | + 10 min 14 s    |

### Punktewertung
| Punktewertung | Punktewertung        | Punktewertung | Punktewertung                  | Punktewertung |
| Fahrerin      | Fahrerin             | Land          | Team                           | Punkte        |
| ------------- | -------------------- | ------------- | ------------------------------ | ------------- |
| 1.            | Lotte Kopecky        | Belgien       | SD Worx                        | 243 P.        |
| 2.            | Ashleigh Moolman     | Südafrika     | AG Insurance-Soudal Quick-Step | 153 P.        |
| 3.            | Demi Vollering       | Niederlande   | SD Worx                        | 97 P.         |
| 4.            | Ricarda Bauernfeind  | Deutschland   | Canyon-SRAM Racing             | 81 P.         |
| 5.            | Emma Norsgaard Bjerg | Dänemark      | Movistar Team                  | 67 P.         |
| 6.            | Katarzyna Niewiadoma | Polen         | Canyon-SRAM Racing             | 66 P.         |
| 7.            | Liane Lippert        | Deutschland   | Movistar Team                  | 64 P.         |
| 8.            | Marlen Reusser       | Schweiz       | SD Worx                        | 61 P.         |
| 9.            | Yara Kastelijn       | Niederlande   | Fenix-Deceuninck               | 60 P.         |
| 10.           | Annemiek van Vleuten | Niederlande   | Movistar Team                  | 59 P.         |

### Bergwertung
| Bergwertung | Bergwertung              | Bergwertung | Bergwertung                    | Bergwertung |
| Fahrerin    | Fahrerin                 | Land        | Team                           | Punkte      |
| ----------- | ------------------------ | ----------- | ------------------------------ | ----------- |
| 1.          | Katarzyna Niewiadoma     | Polen       | Canyon-SRAM Racing             | 27 P.       |
| 2.          | Yara Kastelijn           | Niederlande | Fenix-Deceuninck               | 23 P.       |
| 3.          | Demi Vollering           | Niederlande | SD Worx                        | 19 P.       |
| 4.          | Anouska Koster           | Niederlande | Uno-X Pro Cycling Team         | 19 P.       |
| 5.          | Annemiek van Vleuten     | Niederlande | Movistar Team                  | 18 P.       |
| 6.          | Kathrin Hammes           | Deutschland | EF Education-TIBCO-SVB         | 11 P.       |
| 7.          | Ashleigh Moolman         | Südafrika   | AG Insurance-Soudal Quick-Step | 11 P.       |
| 8.          | Juliette Labous          | Frankreich  | Team dsm-firmenich             | 10 P.       |
| 9.          | Julie Van de Velde       | Belgien     | Fenix-Deceuninck               | 9 P.        |
| 10.         | Agnieszka Skalniak-Sójka | Polen       | Canyon-SRAM Racing             | 8 P.        |

### Nachwuchswertung
| Nachwuchswertung | Nachwuchswertung    | Nachwuchswertung       | Nachwuchswertung               | Nachwuchswertung |
| Fahrerin         | Fahrerin            | Land                   | Team                           | Zeit             |
| ---------------- | ------------------- | ---------------------- | ------------------------------ | ---------------- |
| 1.               | Cédrine Kerbaol     | Frankreich             | Ceratizit-WNT Pro Cycling      | 25 h 30 min 02 s |
| 2.               | Ella Wyllie         | Neuseeland             | Lifeplus Wahoo                 | + 3 min 08 s     |
| 3.               | Eleonora Gasparrini | Italien                | UAE Team ADQ                   | + 23 min 06 s    |
| 4.               | Léa Curinier        | Frankreich             | Team dsm-firmenich             | + 28 min 05 s    |
| 5.               | Alice Towers        | Vereinigtes Königreich | Canyon-SRAM Racing             | + 32 min 10 s    |
| 6.               | Caroline Andersson  | Schweden               | Liv Racing TeqFind             | + 32 min 46 s    |
| 7.               | Silke Smulders      | Niederlande            | Liv Racing TeqFind             | + 32 min 58 s    |
| 8.               | Julia Borgström     | Schweden               | AG Insurance-Soudal Quick-Step | + 33 min 28 s    |
| 9.               | Julie De Wilde      | Belgien                | Fenix-Deceuninck               | + 57 min 40 s    |
| 10.              | Nina Berton         | Luxemburg              | Ceratizit-WNT Pro Cycling      | + 57 min 41 s    |

### Mannschaftswertung
| Mannschaftswertung | Mannschaftswertung                  | Mannschaftswertung           | Mannschaftswertung |
| Team               | Team                                | Land                         | Zeit               |
| ------------------ | ----------------------------------- | ---------------------------- | ------------------ |
| 1.                 | SD Worx                             | Niederlande                  | 76 h 17 min 38 s   |
| 2.                 | Canyon-SRAM Racing                  | Deutschland                  | + 12 min 05 s      |
| 3.                 | Movistar Team                       | Spanien                      | + 18 min 03 s      |
| 4.                 | FDJ-Suez                            | Frankreich                   | + 19 min 40 s      |
| 5.                 | UAE Team ADQ                        | Vereinigte Arabische Emirate | + 31 min 26 s      |
| 6.                 | AG Insurance-Soudal Quick-Step Team | Belgien                      | + 35 min 53 s      |
| 7.                 | Team Jumbo-Visma                    | Niederlande                  | + 44 min 26 s      |
| 8.                 | Lidl-Trek                           | Vereinigte Staaten           | + 47 min 31 s      |
| 9.                 | Team DSM-Firmenich                  | Niederlande                  | + 50 min 20 s      |
| 10.                | Israel-Premier Tech Roland          | Schweiz                      | + 57 min 29 s      |